# Let's Stick Together (album Bryan Ferry)
Let's Stick Together è il terzo album di Bryan Ferry, pubblicato dalla Island Records nel settembre del 1976.
L'album si piazzò al 19º posto delle classifiche britanniche e, per una settimana, la prima posizione nella classifica australiana.

## Tracce
Lato A
1. Let's Stick Together – 3:00 (Wilbert Harrison)
2. Casanova – 2:45 (Bryan Ferry)
3. Sea Breezes – 6:10 (Bryan Ferry)
4. Shame, Shame, Shame – 3:15 (Jimmy Reed)
5. 2 HB – 3:50 (Bryan Ferry)

Durata totale: 19:00
Lato B
1. The Price of Love – 3:25 (Don Everly, Phil Everly)
2. Chance Meeting – 3:35 (Bryan Ferry)
3. It's Only Love – 3:45 (John Lennon, Paul McCartney)
4. You Go to My Head – 2:50 (Haven Gillespie, J. Fred Coots)
5. Re-Make/Re-Model – 2:40 (Bryan Ferry)
6. Heart on My Sleeve – 3:30 (Benny Gallagher, Graham Lyle)

Durata totale: 19:45

## Formazione
- Bryan Ferry - voce, tastiera, armonica
- Chris Spedding - chitarra
- John Wetton - basso
- Paul Thompson - batteria
- John Gustafson - basso (brano: Re-Make/Re-Model)
- Phil Manzanera - chitarra (brano: Re-Make/Re-Model)
- Eddie Jobson - violino, sintetizzatore
- Morris Pert - percussioni
- John Porter - basso (brano: 2 HB)
- Ann Odell (Ann O'Dell) - arrangiamenti strumenti ad arco (brano: Shame, Shame, Shame)
- David O'List - chitarra (brano: Chance Meeting)
- Rick Wills - basso (brano: Sea Breezes)
- Neil Hubbard - chitarra (brano: Casanova)
- Martin Drover - tromba
- Chris Mercer - sassofono tenore
- Mel Collins - sassofono soprano
- Jacqui Sullivan, Helen Chappell, Paddie McHugh, Doreen Chanter, Vicki Brown, Martha Walker - cori

Note aggiuntive
- Chris Thomas e Bryan Ferry - produttori
- Registrazioni effettuate al AIR Studios ed al Island Studios di Londra[4]